# George DiCarlo
George Thomas DiCarlo (St. Petersburg, 13 luglio 1963) è un ex nuotatore statunitense.
Specializzato nello stile libero, ha vinto la medaglia d'oro nei 400 m sl e l'argento nei 1500 m sl ai Giochi olimpici di Los Angeles 1984.

## Palmarès
- Olimpiadi
  - Los Angeles 1984: oro nei 400 m sl e argento nei 1500 m sl.